# Prepiella miniola
Prepiella miniola là một loài bướm đêm thuộc phân họ Arctiinae, họ Erebidae.